# Franklin Rahming
Franklin Rahming, född 25 maj 1945, är en friidrottare från Bahamas. Han deltog vid olympiska sommarspelen 1972.